# Здание Русско-Азиатского банка (Владивосток)
Здание Русско-Азиатского банка — здание банка во Владивостоке. Построено в 1899—1903 годах по проекту архитектора П. Е. Базилевского. Историческое здание по адресу Алеутская, 12 сегодня является объектом культурного наследия Российской Федерации.

## История
К началу XX века Русско-Азиатский банк стал крупнейшим в Российской империи кредитным учреждением. К 1910 году, образованный путём слияния Русско-Китайского и Северного банков, он имел более 170 филиалов в России и по всему миру. К 1917 году банк контролировал свыше 160 предприятий в России. Для размещения своего филиала во Владивостоке банк выделил деньги на строительство отдельного здания, пригласив для разработки проекта архитектора Платона Базилевского. Постройка здания была завершена в 1903 году, и в центре города появилось изящное здание, выполненное в стилях модерн и ренессанс.
После Октябрьской революции банк был ликвидирован на территории советской России. Сегодня в здании размещается Приморская государственная картинная галерея. Торжественное открытие галереи состоялось в 1966 году.

## Архитектура
Здание Г-образное в плане. Имеет два основных этажа и один цокольный, врезанный в откос рельефа со стороны двора. Стены выстроены из кирпича под штукатурку, перекрытия железобетонные, крыша скатная. Архитектурно-композиционное решение здания исполнено с использованием мотивов ренессанса. Стилизация под ренессанс характерна для многих банковских зданий конца XIX века. Через формы ренессансного палаццо (дворца-крепости) архитекторы стремились выразить идею надёжности, стабильности банка как места хранения капиталов вкладчиков. Фасады здания расчленены поэтажно горизонтальными поясами. Стена цокольного и первого этажа рустованы глубоким горизонтальным рустом, оконные проёмы на этих этажах узкие, прямоугольные, с мощными клинчатыми перемычками. Стены второго этажа гладкие, однако углы раскрепованы под камень рустом. Окна второго этажа полуциркулярные, сдвоенные, обрамлённые профильным сандриком. Главный вход устроен через небольшой ризалит, увенчанный треугольным фронтоном.